# Lübtheen

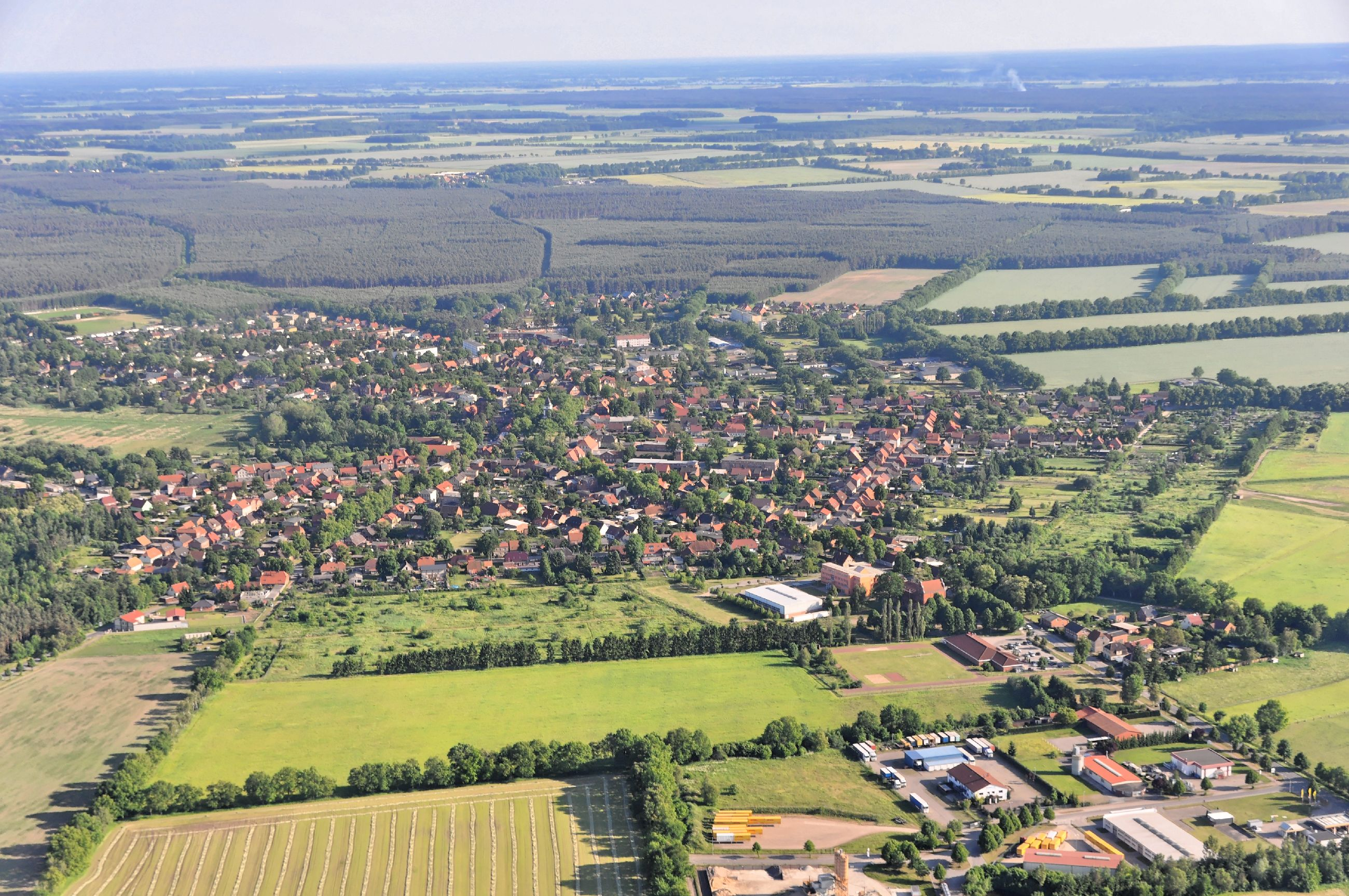
Die Kernstadt Lübtheen aus der Luft (2013)

Lübtheen ist eine Landstadt im Landkreis Ludwigslust-Parchim in Mecklenburg-Vorpommern. Sie liegt in der Metropolregion Hamburg und erfüllt für ihre Umgebung die Funktionen eines Grundzentrums. Sie trägt den Beinamen „Lindenstadt“.

## Geographie

### Geographische Lage
Lübtheen liegt in der Metropolregion Hamburg im Südwesten Mecklenburgs, knapp 13 Kilometer von der Elbe entfernt, in das Biosphärenreservat Flusslandschaft Elbe eingebettet. Die Sude und Rögnitz durchfließen das Stadtgebiet. Städte in der Umgebung sind Ludwigslust, Boizenburg und Schwerin.

### Stadtgliederung
Das Stadtgebiet von Lübtheen besteht aus folgenden Ortsteilen:
| - Ehemalige Stadt Lübtheen - Jessenitz-Werk - Neu Lübtheen - Propst Jesar - Quassel - Trebs | - Ehemalige Gemeinde Garlitz - Garlitz - Brömsenberg - Gudow - Langenheide | - Ehemalige Gemeinde Gößlow - Gößlow - Bandekow - Lübbendorf - Neuenrode | - Ehemalige Gemeinde Jessenitz - Jessenitz - Benz - Briest - Jessenitz-Siedlung - Lank - Volzrade |

## Geschichte

### Geschichte der Stadt

#### Vom 14. Jahrhundert bis zur Gegenwart

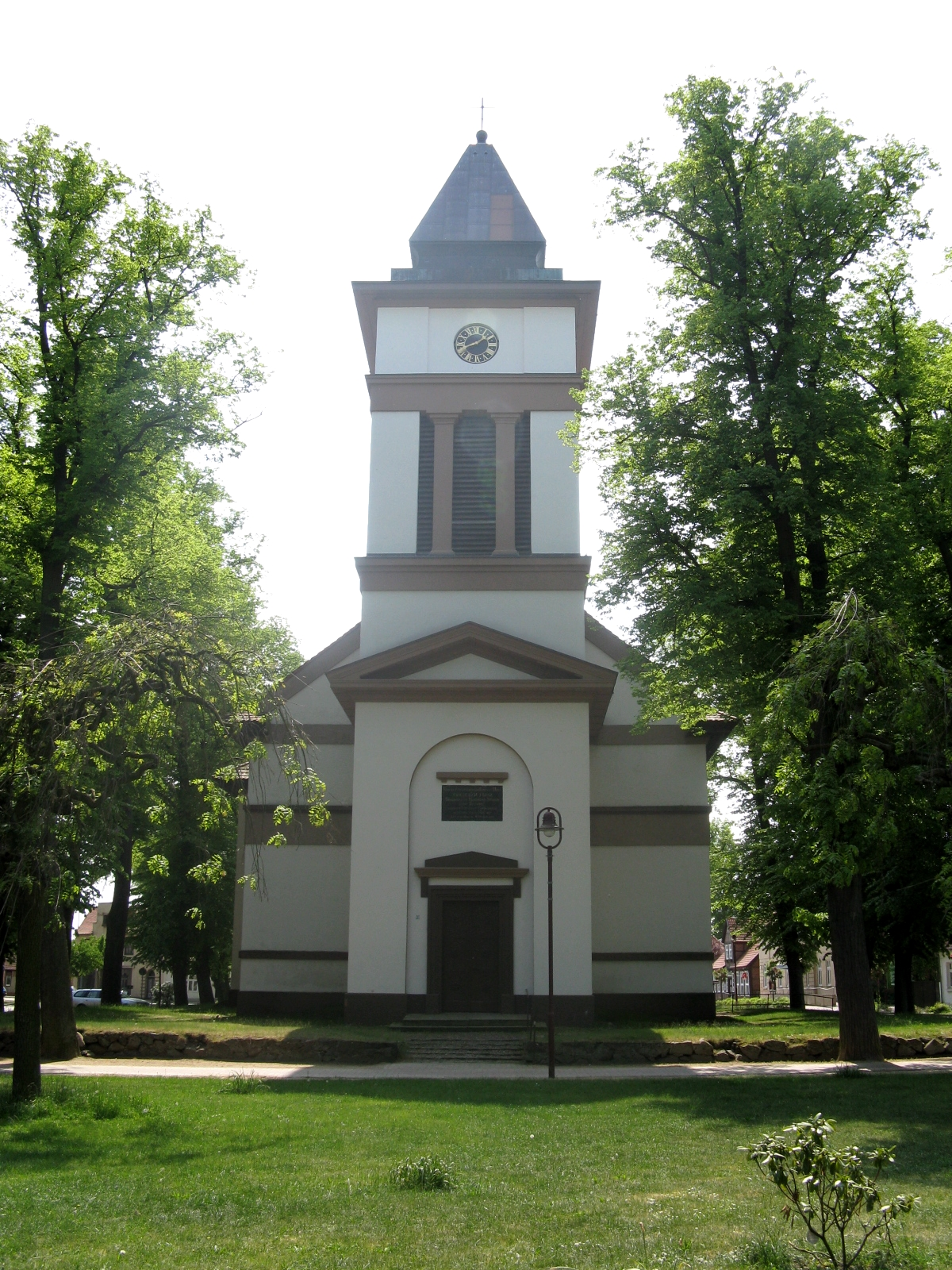
Stadtkirche

Frühere Schreibweisen von Lübtheen waren Lubbtene, Lübbetene, Lubbetin, Lipten und Lübthen. Die aus dem Slawischen stammende Name wird entweder als „Ort des Lubeta“ oder in der wendischen Form als „Lindenort“ erklärt.
Erstmals wurde der Ort am 14. August 1363 urkundlich erwähnt, als Albrecht III., Herzog zu Mecklenburg die Lauenburger Hälfte der Jabeler Heide von dem Knappen Heinrich von der Hude kaufte. Um 1650 wurden die restlichen Höfe verkauft, so dass Lübtheen nun vollständig zu Mecklenburg gehörte.
1683 erhielt Lübtheen eine eigene Pfarre und gehörte damit nicht mehr zur Kirchspiel Alt Jabel. Die erste Kirche, ein Fachwerkbau mit Turm und Glocke, wurde 1689 eingeweiht. 1820 erfolgte ein Neubau im klassizistischem Baustil. Besonders wertvoll ist die Orgel der Kirche, die in den letzten Jahren aufwändig renoviert wurde. Es handelt sich um die größte erhaltene Orgel des Orgelbauers Friedrich Friese I aus Parchim mit zwei Manualen.
Zu Beginn des 19. Jahrhunderts war Lübtheen ein Dorf mit 32 Bauern, 48 Vollbüdnern und wenigen Gastwirten, Kaufleuten und Handwerkern. In der Franzosenzeit von 1806 bis 1812 war Lübtheen, wie ganz Mecklenburg, von napoleonischen Truppen erobert und besetzt. Am 18. März 1822 wurde der Dominialort Lübtheen durch eine Großherzogliche Verordnung zum Marktflecken erhoben. Ab 1654 lag Lübtheen am, aus südlicher Richtung von Dömitz über Volsrade kommenden alten Berlin-Hamburger Postweg und hatte ein Hauptpostamt. Im Norden verlief der Postweg über Quassel und Langenheide weiter Richtung Boizenburg. 1928 wurde der Postkurs auf die neueröffnete Berlin Hamburger Chaussee 1928 (über Ludwigslust, Pritzier und Boizenburg) und das Lübtheener Hauptpostamt nach Redefin verlegt. Am 27. September 1830 wird der Flecken Lübtheen zusammen mit verschiedenen umliegenden Dörfern und Büdnerkolonien aus dem Amt Hagenow ausgegliedert und zu einem neuen Amt Lübtheen zusammengefasst, 1879 fallen die Orte an das Amt Hagenow zurück.  Am 31. März 1875 bekommt der Flecken Lübtheen eine eigene Gemeindeverwaltung und wird nicht mehr direkt vom Großherzoglichen Amt in Schwerin verwaltet. 1879 wird Lübtheen Sitz eines Amtsgerichts.
Am 19. Mai 1846 wurden beim „Großen Brand“ 30 Häuser zerstört, 3 Erbpächter und 26 Büdner wurden obdachlos. 1847 begann in Folge des Brandes eine bauliche Neugestaltung des Ortes. Nach der Fertigstellung der Chaussee nach Pritzier im Jahr 1849 wurde dort eine Bahnstation an der bereits 1846 eröffneten Berlin-Hamburger Bahn eingerichtet.
1849 fand sich bei Lübtheen ein Exemplar der Wendischen Krone. Der Fund des Reifes unterscheidet sich von anderen seiner Art durch seine beträchtliche Größe und die Herstellung im Hohlguss. 1860 hatte Lübtheen etwa 2.000 Einwohner. 1890 wurde die Bahnstrecke Malliß–Lübtheen eröffnet, die jedoch 1945 eingestellt wurde.
Sholto Douglas erhielt 1896 von der Großherzoglichen Mecklenburgisch-Schweriner Regierung den Auftrag, das unter einer Gipsschicht bei Lübtheen und Jessenitz befindliche Kalisalz-Lager zu erschließen und auszubeuten. Die Mecklenburgische Gewerkschaft Friedrich Franz, deren Hauptaktionär der Großherzog selbst war, wurde gegründet und 1906 das Bergwerk (Schacht Friedrich Franz) eröffnet. Bereits 1916 musste der Schacht wegen massiven Wassereinbruchs wieder geschlossen werden. Im Kali- und Steinsalzbergwerk Jessenitz wurden von 1900 bis zum Absaufen der Schachtanlage im Jahr 1912 1,4 Millionen Tonnen Stein- und Kalisalze gefördert.
Durch die Entstehung des Kalibergbaus um die Wende vom 19. zum 20. Jahrhundert begannen sich auch hier die Arbeiter zu organisieren. Der aus dem Staßfurter Kalirevier nach Lübtheen gekommene Bergmann Franz Thaele, ein Sozialdemokrat, orientierte die dort arbeitenden Bergleute darauf, sich für ihre Interessen einzusetzen und gründete 1902 einen Ortsverein der SPD. In seinem Gefolge entstand 1903 der Arbeiterturnverein Veritas 03 und wenig später der Radfahrerverein Solidarität. An Thaeles Wohnhaus in der Johannesstraße 2 wird mit einer Gedenktafel an ihn erinnert.
1938 wurde dem Ort das Stadtrecht verliehen.
Zum Ende des Zweiten Weltkrieges erreichten am 2. Mai 1945 zunächst US-Truppen Lübtheen; später wurde die Stadt Teil der Sowjetischen Besatzungszone.
Von 1952 bis 1994 gehörte Lübtheen zum Kreis Hagenow (bis 1990 im DDR-Bezirk Schwerin, 1990–1994 im Land Mecklenburg-Vorpommern). 1994 wurde die Stadt in den Landkreis Ludwigslust eingegliedert. Seit der Kreisgebietsreform 2011 liegt sie im Landkreis Ludwigslust-Parchim.
Die Innenstadt ist im Rahmen der Städtebauförderung seit 1991 grundlegend saniert worden.
Am 13. Juni 2004 wurde das Amt Lübtheen – bestehend aus den selbständigen Gemeinden Garlitz, Gößlow, Jessenitz und der Stadt Lübtheen – aufgelöst, die drei Gemeinden wurden in die nunmehr amtsfreie Stadt Lübtheen eingegliedert.

#### Kalisalzvorkommen in und um Lübtheen

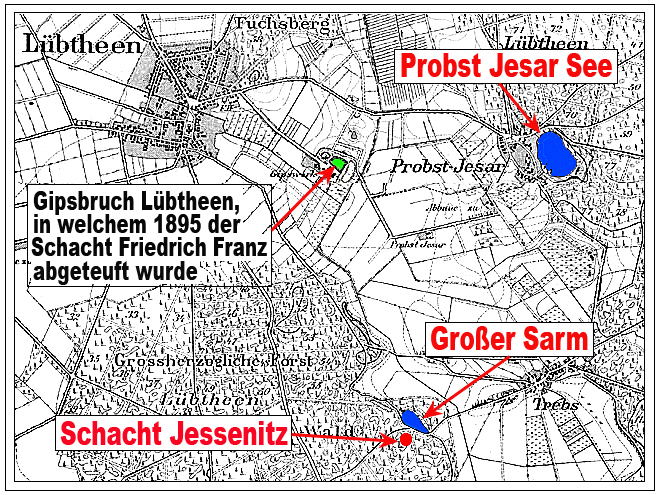
Lage des einstigen Gipsbruches, auf dessen Sohle der Schacht „Friedrich Franz“ abgeteuft wurde

Gegen Ende des 19. Jahrhunderts begann man auch in Mecklenburg mit der Suche nach Kalilagerstätten, nachdem es verschiedenen Chemikern gelungen war, das in Staßfurter Bergwerken angetroffene Kalisalz fabrikatorisch so zu verarbeiten, dass das in diesen Salzen enthaltene Kalium extrahiert und für die Herstellung von Düngemitteln genutzt werden konnte. Nach fast 15-jähriger Arbeit wurde im Mai 1901 der Schacht „Herzog Regent“ des Kali- und Steinsalzbergwerkes Jessenitz fertiggestellt. 1905 folgte die Inbetriebnahme des Schachtes „Friedrich Franz“ des Kali- und Steinsalzbergwerkes Lübtheen. Ersterer Schacht erlitt bereits 1912 einen Wassereinbruch; Schacht „Friedrich Franz“ teilte dieses Schicksal nur vier Jahre später.

#### Braunkohlevorkommen um Lübtheen
1928 stieß man erstmals auf Diatomeenkohle bei Lübtheen. Bei diesem Typ Braunkohle handelt es sich um eine braunschwarze Ablagerung in Tiefen von 40 bis 400 Metern, die sich vor etwa sechs bis acht Millionen Jahren gebildet hat. Die bei der Verbrennung der Diatomeenkohle anfallende Asche ist unreine Kieselgur. Die Kohle hat einen sehr geringen Heizwert (ca. 50 Prozent zur Vergleichskohle) sowie einen extrem hohen Aschegehalt.
Die Erkundung der Lagerstätte war in der DDR bereits weit fortgeschritten, eine Tagebau-Erschließung wurde bis 2010 zurückgestellt (Projekt „Objekt22“). Bis 1989 hatte die Erforschung über 30 Millionen DDR-Mark gekostet.
1994 stellte die MIBRAG einen Antrag auf Erkundung der Lagerstätte, 1997 erteilte das Bergamt Stralsund der MIBRAG die Erlaubnis für geologische Untersuchungen. Seitens der IHK Schwerin strebte man an, mit dem Symposium „Diatomeenkohlelagerstätte Lübtheen“ (1996, überarbeitet 2005) die Lagerstättenerkundung voranzubringen. Dort hieß es: „Die Lagerstättenbedingungen verlangen einen großen Tagebau mit einer Fördermenge, die den Bedarf einer Fabrik […] allein weit übersteigt“.
Die Angaben zur Vorkommengröße schwanken. Beim Symposium der IHK war von 15 Milliarden Tonnen für das gesamte Vorkommen um Lübtheen die Rede, diese Größe erhöhte sich auf 19 Milliarden Tonnen. Für das technisch und wirtschaftlich abbaubare Vorkommen nannte die IHK zu Schwerin den Wert von 300 Millionen Tonnen, in der Schweriner Volkszeitung wurde bereits ein Wert von 1,8 Milliarden Tonnen (auf 42 km²) angegeben.
Seit April 2005 kämpfen lose Zusammenschlüsse, Initiativen und Vereine wie die Bürgerbewegung „Braunkohle-nein e. V.“ gegen das weitere Vorantreiben des Tagebauprojektes.

#### Ehemaliger Truppenübungsplatz

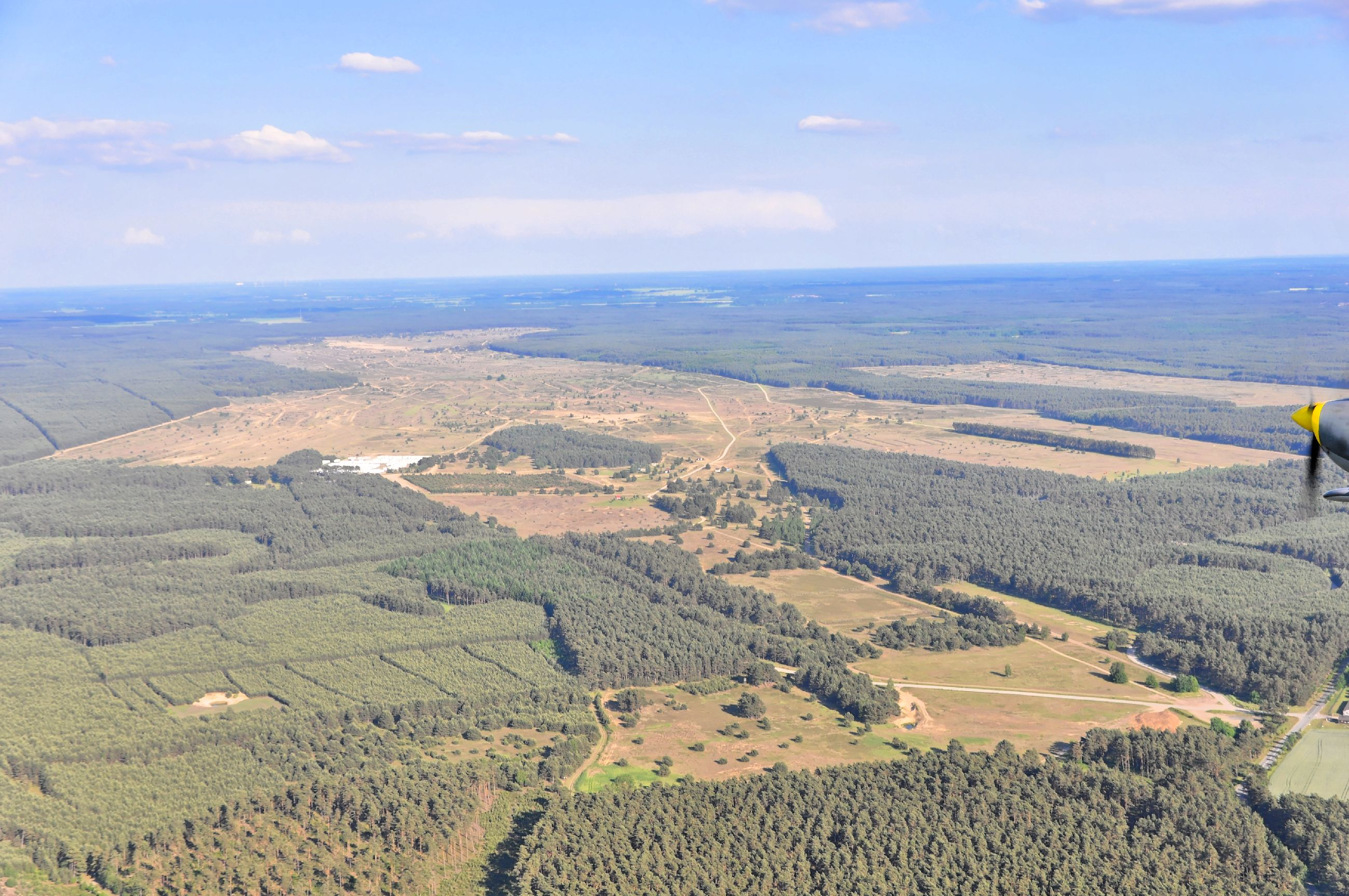
Ein Teil des ehemaligen Truppenübungsplatzes (2013)

In der Lübtheener Heide befand sich der ursprünglich von der Wehrmacht eingerichtete, zuletzt bis zum Sommer 2013 durch die Bundeswehr genutzte Truppenübungsplatz Lübtheen. Im Juni 2015 wurde die Lübtheener Heide mit einer Fläche von 6280 Hektar unter Naturschutz gestellt. Ende Juni 2019 kam es dort zum größten Brand in der Geschichte von Mecklenburg-Vorpommern. Im Juni 2023 brannte es dort wieder.

#### Mühlengeschichte
Neben der mindestens aus der ersten Hälfte des 17. Jahrhunderts stammenden herzoglichen Garlitzer (Neu-)Mühle, heute Wassermühle Brömsenberg gab es zahlreiche weitere Mühlen im heutigen Stadtgebiet von Lübtheen:
- Nach dem 30-jährigen Krieg erfolgte in Jessenitz der Bau einer Windmühle, die über 200 Jahre von verschiedenen Mühlenpächtern, zuletzt von Diedrich Chrysander, dem Vater des Professors Friedrich Chrysander, betrieben wurde.[31]
- Abgabenlisten verweisen bereits im 17. Jahrhundert auf Windmüller in Lübtheen: So wird etwa in der Kontributionsliste von 1623 in Lübtheen der Müller Claus Grotschob und 1646 der Windmüller Christoph Seheland genannt. Eine Lübtheener Abgabenliste nennt 1651 den „gewesenen Windtmüller Clauß Grotschob“.[32] Auch in der Contributionsliste des Amtes Schwerin aus dem Jahre 1654 erscheinen Abgaben aus in Amtsbesitz befindlichen Mühlen, darunter „vom Lübtheenischen Windtmüller Christian Cramps und Ehefrau.“[33] Dabei könnte es sich jeweils um Müller von Windmühle(n) auf dem Mühlenberg südöstlich von Lübtheen, auf dem später die Lübtheener Gipsvorkommen gefunden wurden, gehandelt haben.
- Auch für die Gipsgewinnung wurden Mühlen eingesetzt: Der von der großherzöglichen Regierung eingestellte Chemiker Skogelund nutzte ein Göpelwerk, sein Nachfolger, Obersteiger Mengebier, legte 1840 eine Windmühle an. 1852/1853 wurde die Windmühle nach Redefin versetzt und durch zwei borsigische Dampfmaschinen ersetzt.[34]
- Anfang des 18. Jahrhunderts gab es in Volzrade eine Windmühle, die von Mühlenmeister Hartwig Groot betrieben wurde.[35] Der Verwalter des ritterschaftlichen Gutes Volzrade, J. Schlünz, kaufte 1770 in Lübtheen eine Graupenmühle.[36]

Im Zuge der Aufhebung des bis dahin bestehenden Mahlzwanges für die vier Lübtheener Bäcker Wage, Schulz, Harloff und Lühr in der Garlitzer Mühle im Jahr 1874, entstanden weitere neue Mühlen:
- Etwa 1864 wurde nördlich von Lübtheen an der Chaussee nach Pritzier ein domaniales Erbpachtgehöft mit Windmühle gebaut, das es den Lübtheenern ermöglichte, ihr Korn in kleinen Quantitäten mit der Schubkarre selbst zur nahen Windmühle zu fahren und dort abmahlen zu lassen.[38] Der erste Müller war Fritz Schlie.[39] 1890 war der Lübtheener Kaufmann Carl Schick auf dem Erbmühlengehöft.[40] Die Windmühle war 1912 noch erhalten.[41] 1919 hatte der Müller Ludwig Stiegmann die Mühle.[42] 1925 gab es den Mühlenbetrieb Stiegmann, L. Müllerei, Getreide- und Futtermittelhandlung Lübtheener Mühle.[43] 1928 wird die frühere Stiegmannsche Mühle von einem Ehepaar Lenz gekauft und neu eröffnet. Die Mühle war bis 1946 in Betrieb und wurde Anfang der 1950er Jahre vom Blitz getroffen und abgebrannt. Die Steine wurden für einen Wohnungsneubau nach Schwerin verkauft.[44]
- Der Müllergeselle August Pflughaupt stellte 1873 den Antrag in Garlitz eine Bockwindmühle zu errichten.[45] 1881 ist die Windmühle auf dem Meßtischblatt der Preußischen Landesaufnahme am nördlichen Ortsrand von Garlitz in der Nähe der Sude mit dem Symbol für eine Holländermühle eingezeichnet.[46] 1900 ist  Wilhelm Pflughaupt, der Bruder von August Pflughaupt, Müller und Landwirt in Garlitz.[47] Zur gleichen Zeit gehörte zur Mühle auch ein Wirtshaus.[48]

- Im Zuge der beginnenden Salzförderung im Schacht „Herzog Regent“ des Kali- und Steinsalzbergwerkes in Jessenitz ging dort im Jahr 1900 eine dampfbetriebene (Roh-) Salzmühle in Betrieb. Das Salz wurde vom Gewinnungsort unter Tage mit Loren über Gleise direkt zu den Rohsalzmühlen transportiert und dort durch eine maschinelle Einrichtung auf einem Schüttelsieb entladen. Der Abtransport der fertigen Salze erfolgte per Eisenbahn über die Linie „Malliß-Lübtheen“. Am 30. Juni 1905 wurde zusätzlich eine Carnallit-Mühle in Betrieb genommen. Mit dem Absaufen der Schachtanlage im Jahr 1912 endete der Mühlenbetrieb.[49]

- Eine ähnliche Mühle ging 1906 im Kali- und Steinsalzbergwerks „Friedrich Franz“ in Lübtheen in Betrieb. Die Mühle hatte 3 Mahlsysteme mit einer Leistung von je 40–50 t/Std. Je eines der Systeme diente der Verarbeitung von Fabriksalz, der Herstellung von Kalium-Dünger auf der Basis von Kainit und der Vermahlung von Steinsalz. Die Fabrik zur Salzverarbeitung wurde im Jahre 1916, als auch der Friedrich-Franz-Schacht ersoffen war, durch das Kali- und Steinsalzbergwerk Conow käuflich erworben und bis zum 30. Dezember 1925 weiterbetrieben.[50][51]

- 1913 gab es in Garlitz eine Motormühle[52], die heute noch erhalten ist. 1929 ist Martin Metelmann Müllermeister in Garlitz. Er hat die Müllerei, Getreide- und Mehlhandlung von  Wilhelm Pflughaupt übernommen.[53]

### Geschichte der Ortsteile
Die Besiedlung des Dorfes Brömsenberg ging auf den Landesfürsten Christian Ludwig zurück, der 1753 per Verordnung den Büdnerbau für das Dorf befahl, um der Auswanderung von Landbewohnern nach Preußen zu begegnen, wo Friedrich II. ebenfalls günstige Ansiedlungsmöglichkeiten bot. Die Ansiedlung der ersten neun Büdner am Brömsenberg erfolgte um das Jahr 1770 nahe der dort seit Anfang des 17. Jahrhunderts an der Sude gelegenen Garlitzer Neumühle. Die Verwaltung des Dorfes wurde zunächst dem Schulzen von Lübtheen übertragen. Erst im Jahre 1811 wurde der Ortschaft ein eigener Schulze gestellt.  Nach einer Mitteilung im Großherzoglich Mecklenburg-Schwerinschen officiellen Wochenblatt vom 30. Oktober 1830 wurden u. a. „die Dörfer Garlitz und Gudow, nebst der Garlitzer Mühle und der Büdner-Colonie Brömsenberg … vom Amte Hagenow, wozu sie sonst gehörten“ einem neu gebildeten Amt mit Sitz im Flecken Lübtheen übertragen. 1871 erfolgte die Zusammenlegung der beiden Dörfer Garlitz und Brömsenberg zur Gemeinde „Garlitz-Brömsenberg“.
Quassel war bis um 1721 ein Lehen der Familie von Lützow. Das Gut war danach im Eigentum der Adelsfamilie Eickstedt von Peterswaldt (bis 1755), von Paepcke (bis 1901), Gustav Aufschläger (bis 1934) und Fritz Homann (bis 1945). Dann betrieb eine LPG den Hof. Das sanierte Gutshaus Quassel entstand 1857 und erhielt 1886 seine neugotische Fassade. Es war nach 1945 Parteischule der SED, danach Kreislandwirtschaftsschule und ist heute Büro- und Wohnhaus.
Volzrade war um 1200 um einen Turmhügel im ehemaligen Gutspark besiedelt. Gutsbesitzer war von spätestens 1609 bis 1945 die Familie von Pentz, respektive deren Nachfahren. Die Ritterburg wurde im 16. Jahrhundert zerstört, und Lewin von Pentz errichtete 1592 ein Herrenhaus, das 1618 abbrannte. Um 1640 wurden von Curd von Pentz das zweite Gutshaus sowie eine Windmühle und eine Schäferei gebaut. 1827 brannte das Haus aus, und 1838 wurde das dritte Herrenhaus nach Plänen von J.H.Gottfried Krug in Stil der Neorenaissance neu erbaut und 1863 aufgestockt. Nach 1945 war das Gebäude Gemeindezentrum mit Verkaufsstelle. Es wurde 1994 privatisiert und saniert. 2014 wurde das Gutshaus erneut verkauft und beherbergt seit 2019 ein Hotel.
Vom 3. Februar 1945 bis 2. Mai 1945 war im Schloß Garlitz ein Außenlager des KZ Neuengamme mit ca. zehn inhaftierten prominenten Frauen und Männern eingerichtet. Einer der Häftlinge war der französische General Maxime Weygand. Die Häftlinge wurden durch US-amerikanische Truppen befreit.

### Eingemeindungen
Die ehemals selbstständigen Gemeinden Garlitz, Gößlow und Jessenitz wurden am 13. Juni 2004 in die Stadt Lübtheen eingegliedert.

## Bevölkerung
Der Bevölkerungsanstieg Lübtheens wurde durch den Dreißigjährigen Krieg unterbrochen. Die Bevölkerungszahlen waren seit 1990 rückläufig und es kam zu einer Arbeitsmigration und Männerüberschuss, in den 2010er Jahren ist jedoch eine Erholung zu verzeichnen, die auch aus der Einbindung in die Metropolregion Hamburg resultiert.
| Jahr | Einwohner         |
| ---- | ----------------- |
| 1431 | 0003 Bauern*      |
| 1456 | 0011 Steuerzahler |
| 1498 | 0066 Steuerzahler |
| 1631 | 0025 Dorfbewohner |
| 1669 | 0261 Einwohner    |
| 1895 | 2545 Einwohner    |
| 1905 | 4020 Einwohner    |

| Jahr | Einwohner |
| ---- | --------- |
| 1990 | 4450      |
| 1995 | 4163      |
| 2000 | 4007      |
| 2005 | 4865      |
| 2010 | 4542      |
| 2015 | 4784      |
| 2020 | 4643      |

| Jahr | Einwohner |
| ---- | --------- |
| 2021 | 4686      |
| 2022 | 4715      |
| 2023 | 4671      |

Stand: 31. Dezember des jeweiligen Jahres
* 1431 lebten die Bauern Benedict Hase, Hennicke Polleck und Pellatze im Ort.

## Politik

### Stadtvertretung
Die Stadtvertretung von Lübtheen besteht aus 17 Mitgliedern. Die Kommunalwahl am 9. Juni 2024 führte bei einer Wahlbeteiligung von 57,5 % zu folgendem Ergebnis:
| Partei / Wählergruppe          | Stimmenanteil 2019 | Sitze 2019 |  | Stimmenanteil 2024 | Sitze 2024 |
| ------------------------------ | ------------------ | ---------- |  | ------------------ | ---------- |
| CDU                            | 28,4 %             | 5          |  | 34,7 %             | 6          |
| SPD                            | 37,4 %             | 7          |  | 31,7 %             | 5          |
| AfD                            | –                  | –          |  | 19,3 %             | 3          |
| Heimat und Identität (HuI)     | –                  | –          |  | 07,6 %             | 1          |
| Einzelbewerber Lukas Straßer   | –                  | –          |  | 04,2 %             | 1          |
| Einzelbewerber Andreas Grund   | 01,0 %             | –          |  | 02,5 %             | 1          |
| FDP                            | 19,3 %             | 3          |  | –                  | –          |
| NPD                            | 11,0 %             | 2          |  | –                  | –          |
| Einzelbewerber Bernd Selchhorn | 01,6 %             | –          |  | –                  | –          |
| Einzelbewerber Uwe Böhm        | 01,2 %             | –          |  | –                  | –          |
| Insgesamt                      | 100 %              | 17         |  | 100 %              | 17         |

### Bürgermeister
- seit 2001: Ute Lindenau (SPD)[65]

Bei der Bürgermeisterwahl am 11. September 2022 wurde Lindenau ohne Gegenkandidat mit 90,4 % der gültigen Stimmen für weitere sieben Jahre in ihrem Amt bestätigt.

### Wappen
Das Wappen wurde am 28. Oktober 1880 vom Großherzoglich Mecklenburg-Schwerinschen Ministerium des Innern festgesetzt und nach Neuzeichnung am 18. Dezember 1995 durch das Innenministerium genehmigt und unter der Nr. 90 der Wappenrolle von Mecklenburg-Vorpommern registriert.
Blasonierung: „Gespalten, vorn in Rot schräggekreuzt ein silberner Schlägel und ein silbernes Eisen, hinten in Silber auf halbem grünen Hügel ein halbe grüne Tanne am Spalt, an deren Stamm ein aufgerichteter roter Löwe.“
Schlägel und Eisen als Symbole des Bergbaus erinnern für Lübtheen an den Gipstagebau Lübtheen und an den Kalisalz-Abbau. Der aufgerichtete rote Löwe an der grünen Tanne ist das redende Wappenbild für die Grafen von Dannenberg, die die einstigen Landesherren der Gegend waren.
Das Wappen wurde 1995 von dem Schweriner Heraldiker Heinz Kippnick neu gezeichnet.

### Flagge
Die Flagge der Stadt Lübtheen ist gleichmäßig quergestreift von Grün, Weiß und Rot. Auf dem weißen Streifen liegt in der Mitte, zu jeweils einem Drittel in den grünen und roten Streifen übergreifend, das Stadtwappen. Die Länge des Flaggentuchs verhält sich zur Höhe wie 5 zu 3.

### Städtepartnerschaften
Lübtheens Partnerstädte sind seit 1992/93 Tuchola in Polen und Grove City (Ohio) in den USA.

## Sehenswürdigkeiten und Kultur

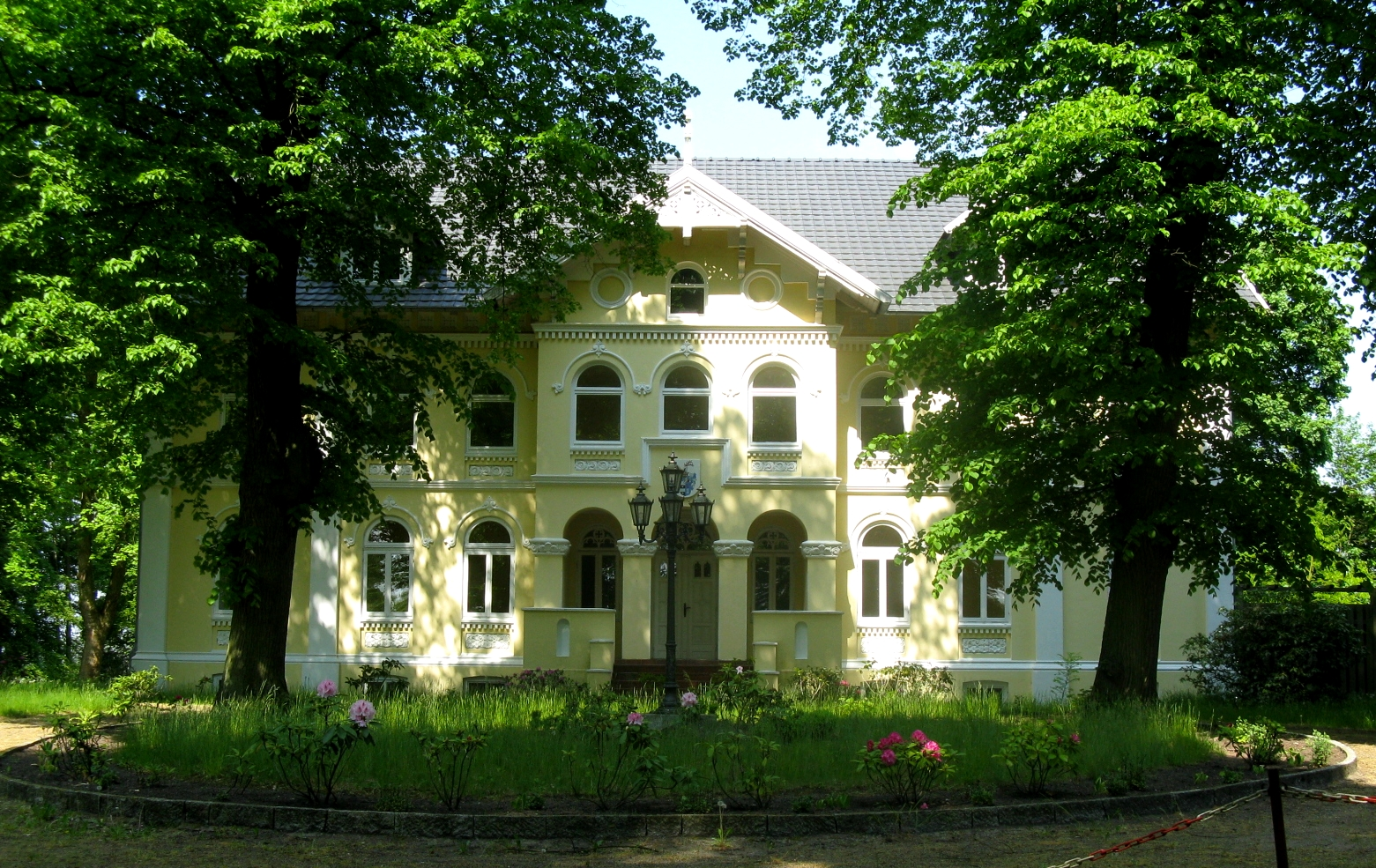
Gutshaus Garlitz

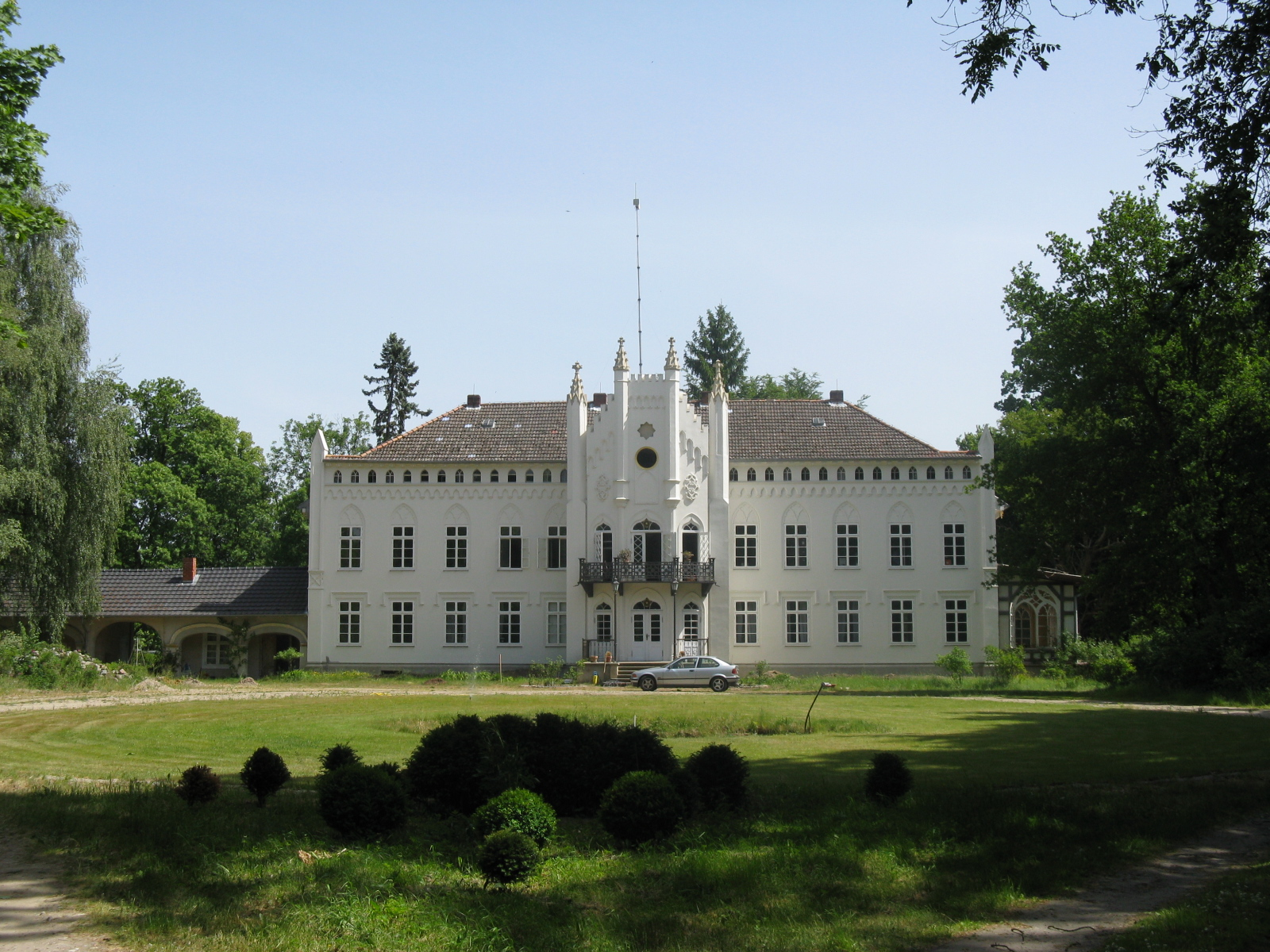
Gutshaus Quassel

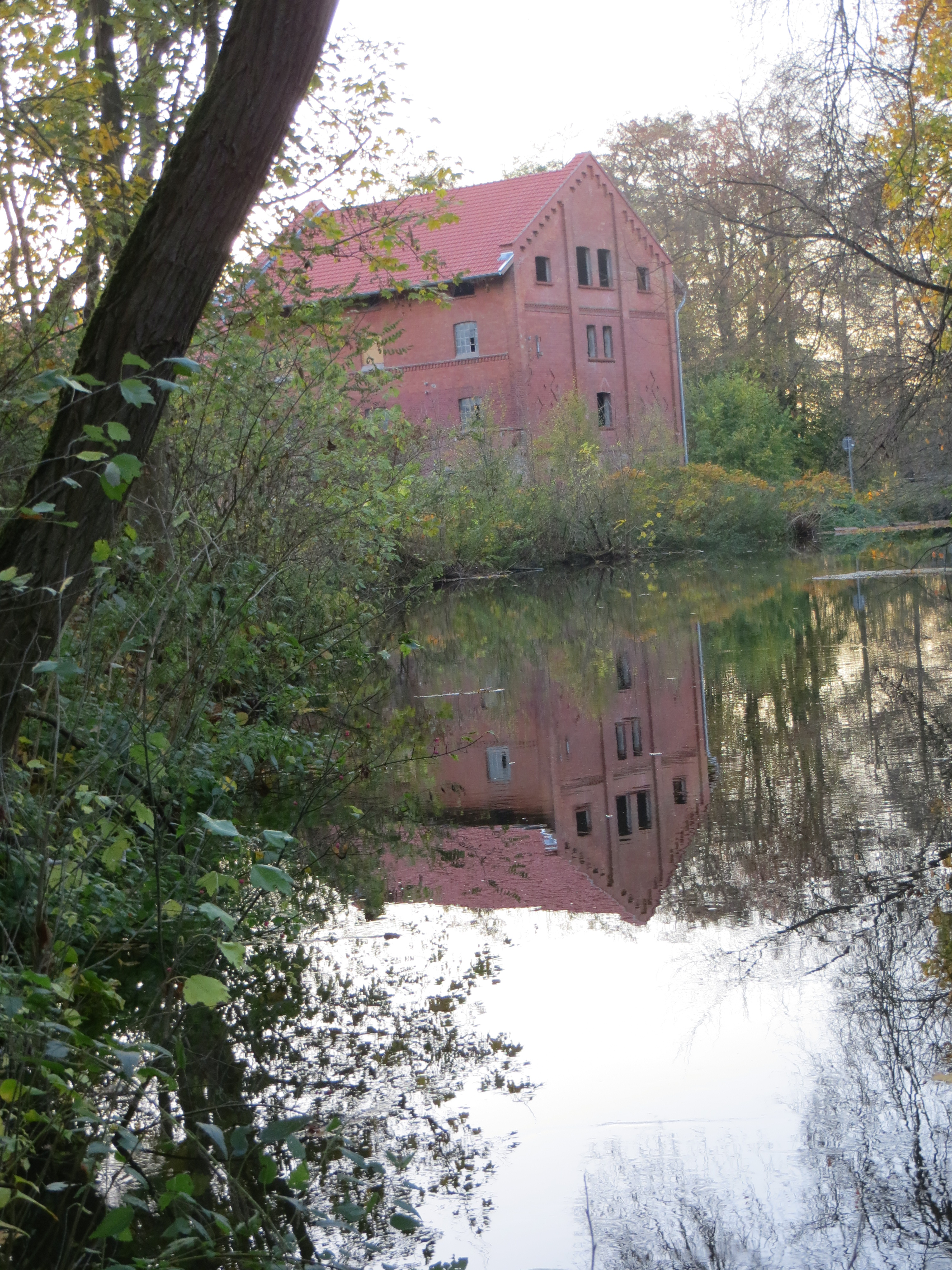
Wassermühle Brömsenberg

### Bauwerke
- Stadtkirche von 1820 im klassizistischen Baustil, einschiffiger Putzbau mit Turm, doppelter Empore und bedeutender Orgel (1820, Friedrich Friese), Christus-Altargemälde (1826) von Rudolph Suhrlandt[10]
- Altes Küsterhaus in der Schulstraße 2 mit Heimatmuseum. Über der Haustür des restaurierten Fachwerkgebäudes findet sich die Inschrift „Gott zu Ehren ist gebaut dis Haus 1812“. Das Museum wurde am 7. Oktober 1959 eröffnet. Die Themenbereiche der Ausstellung umfassen die Lübtheener Geschichte, Feuerwehr, Bergbau und Eisenbahn, historische Küche, Landwirtschaft, Schmiede, Seilerei und Sattlerei.
- Bürgerhaus „Dat olle Amtsgericht“ am Ernst-Thälmann-Platz, 1802/03 als Hauptpostamt an der Strecke Hamburg-Berlin errichtet, mit Stadtbibliothek und historischer Poststube. Eingeschossiges Fachwerkhaus.[10]

Post, Kirchplatz 18, Klassizistischer Putzbau, 1824 als Ausspann errichtet
- Gutshäuser
  - Garlitz: zweigeschossiger Putzbau
  - Jessenitz: zweigeschossiger, elf-achsiger verklinkerter Mauerwerksbau mit Mittelrisalit, 1889 im Stil der Neorenaissance nach Plänen von Johannes Lange aus Berlin in einem Park für Carl Friedrich Beßler erbaut, heute (2015) Wohnhaus
  - Quassel: zweigeschossiger Putzbau von 1857
  - Volzrade: sanierter dreigeschossiger Putzbau von 1838 nach Plänen von J. H. Gottfried Krug in Stil der Neorenaissance
- Alte Wassermühle in Brömsenberg

### Geschichtsdenkmale
- Gedenktafel aus den 1950er Jahren zur Erinnerung an den in Auschwitz ermordeten jüdischen Arzt Bernhard Aronsohn an seinem Wohnhaus Stellingstraße 15
- Stolpersteine für die ermordete jüdische Familie Wolf, Vorfahren des ehemaligen Hamburger Bürgermeisters Ole von Beust[70]
- Denkmal für die Gefallenen des Kriegs 1870/71 südlich vor der Stadtkirche
- Denkmal für die Gefallenen des Ersten Weltkriegs nördlich der Stadtkirche

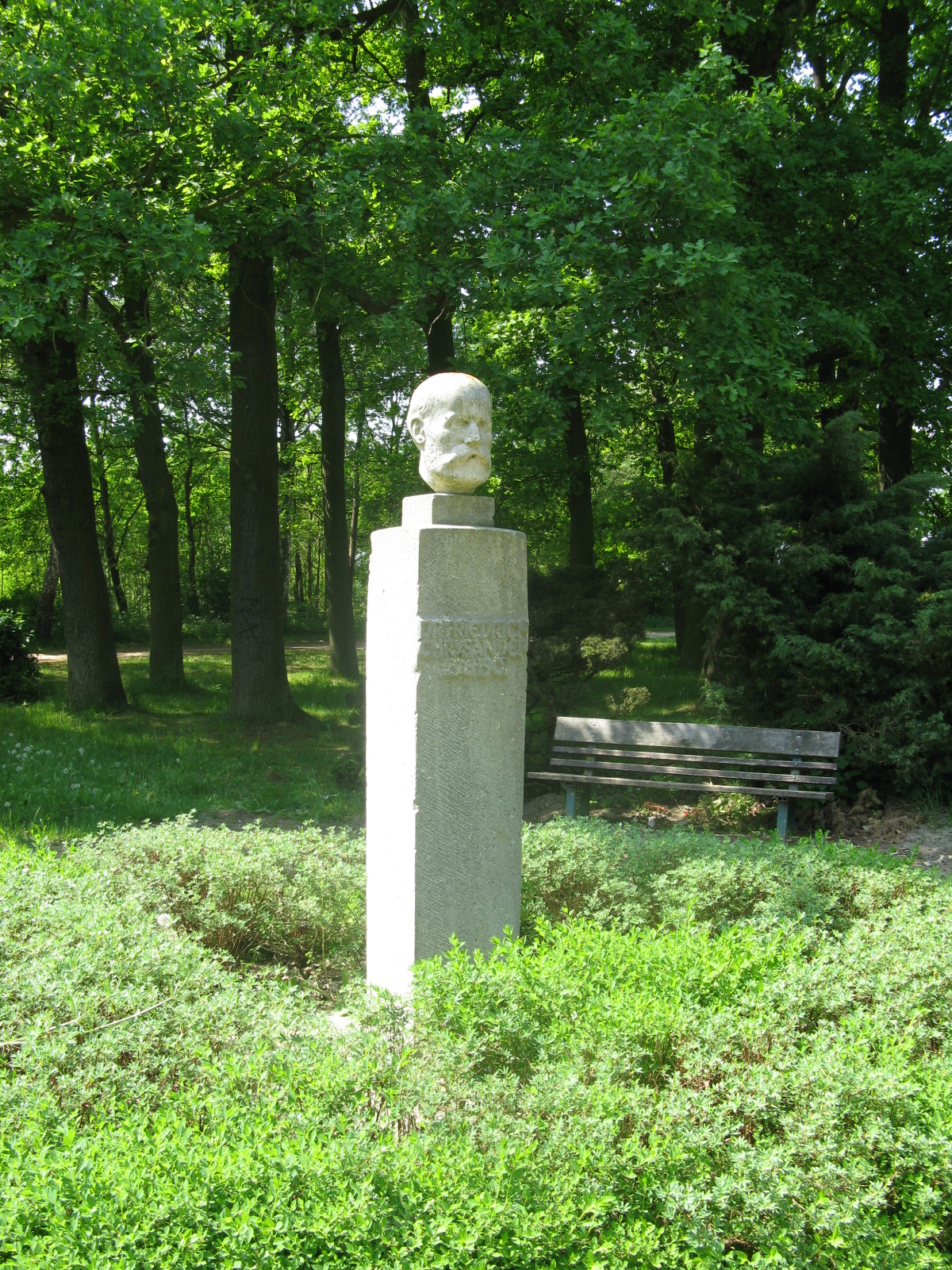
Denkmal für Friedrich Chrysander
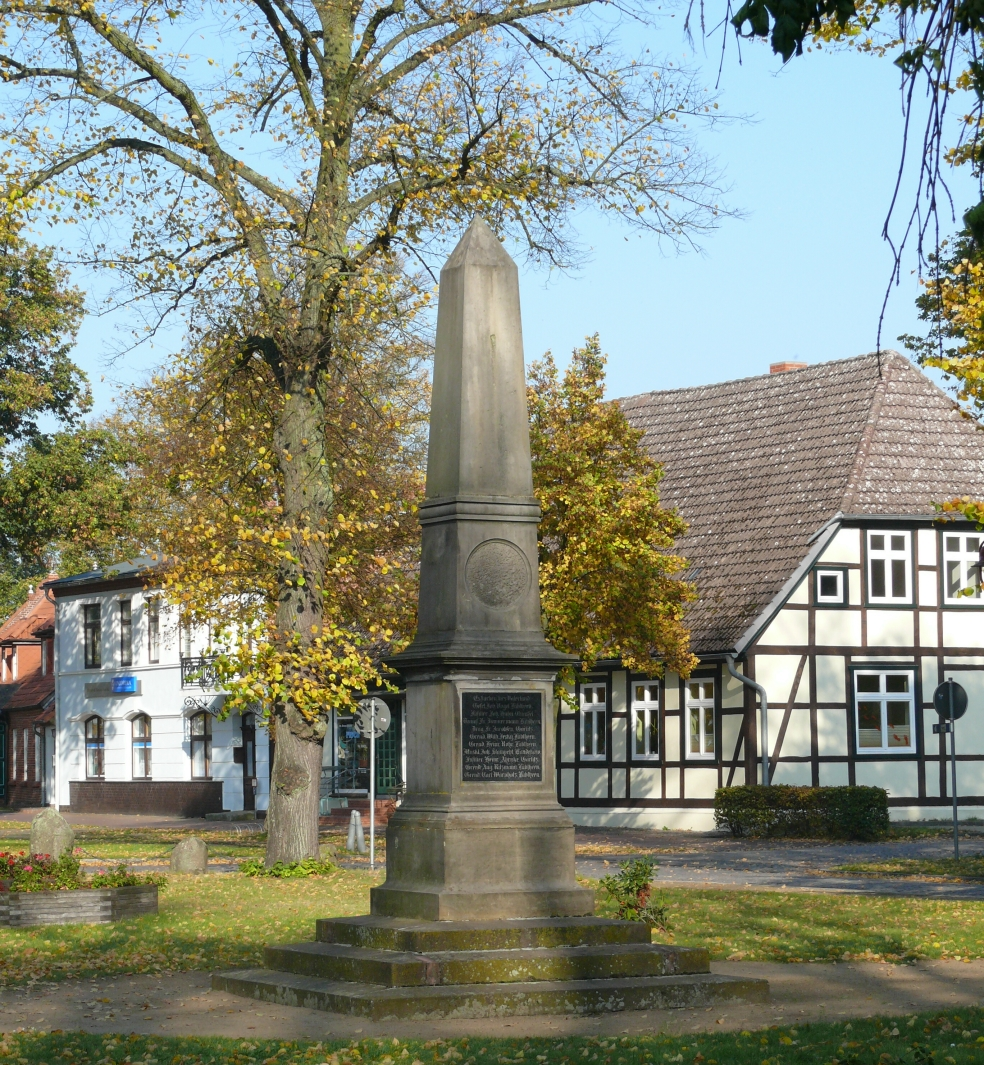
Lübtheener Kriegerdenkmal 1870/71
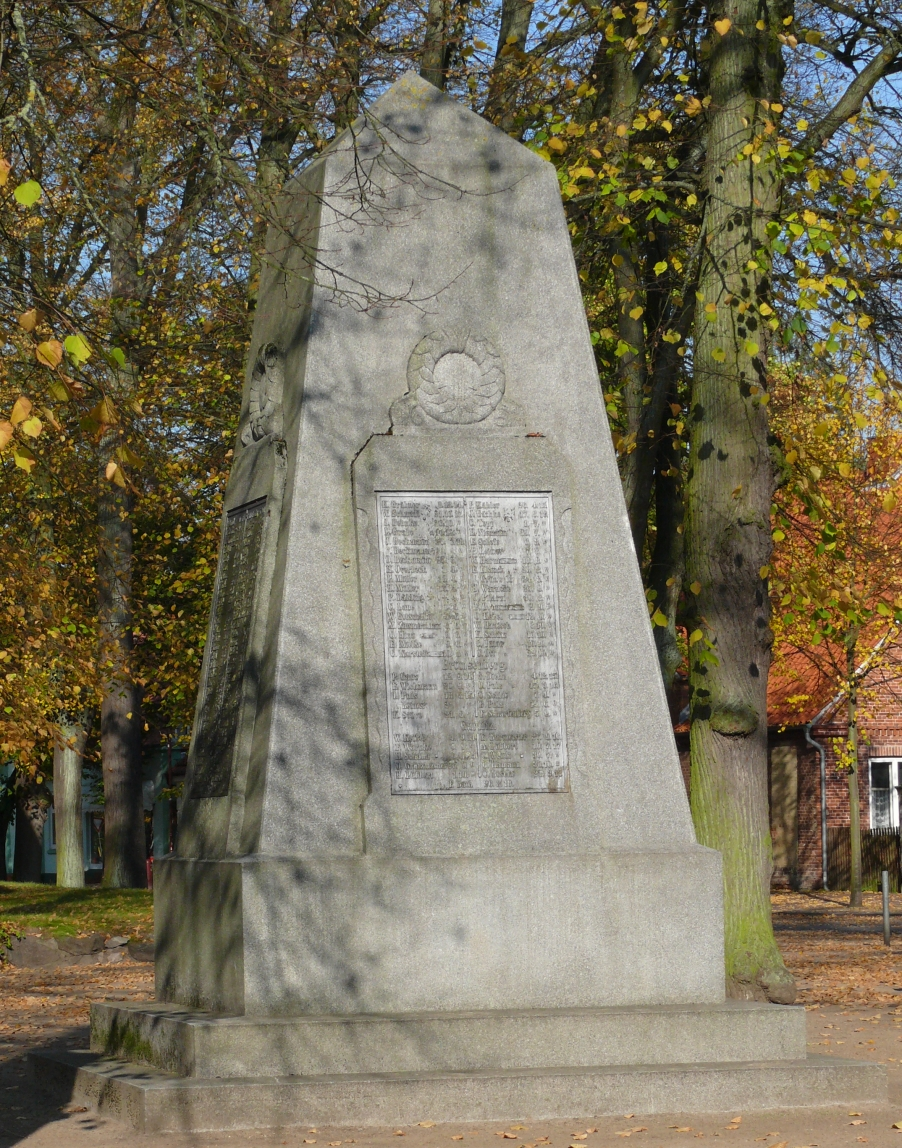
Lübtheener Kriegerdenkmal 1914/18
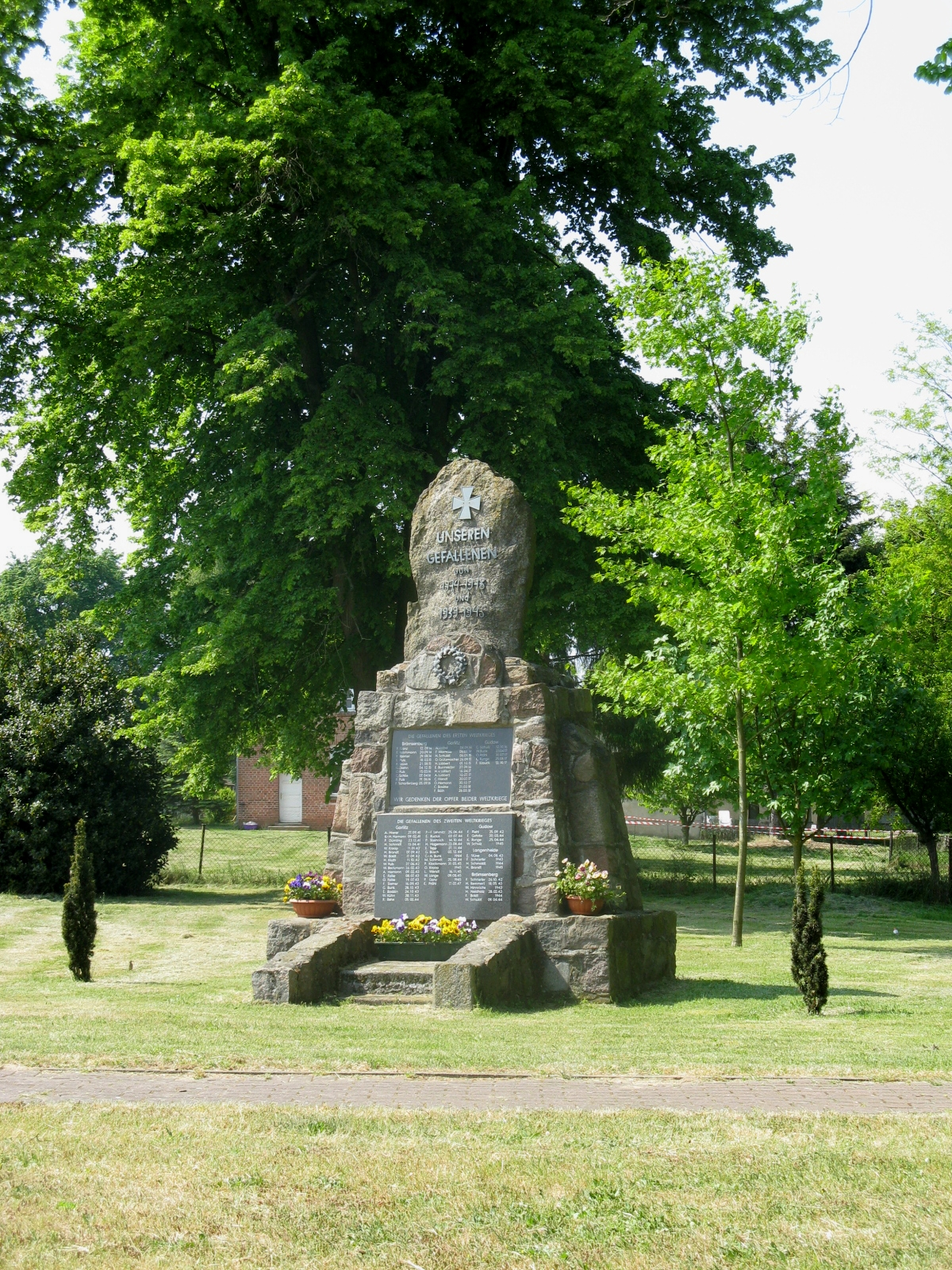
Garlitzer Kriegerdenkmal

### Theater Kulturkate
Es finden Freilichttheatervorstellungen im Sommer, mobiles Kindertheater in der Vorweihnachtszeit, Studioproduktionen und Gastspiele statt, und es wird Jugendarbeit geleistet. Im Mai 2007 wurde das Theater wegen seines „phantasievollen und ideenreichen Engagements“ mit dem Titel „Botschafter der Toleranz“ geehrt. Diese Auszeichnung wird vom Bündnis für Demokratie und Toleranz, einer Stiftung der Bundesministerien des Inneren und der Justiz, auf Vorschlag der Landesregierungen vergeben. Im Juli 2007 besuchten Bundespräsident Horst Köhler und seine Frau gemeinsam mit Ministerpräsident Harald Ringstorff und anderen Gästen die Kulturkate.

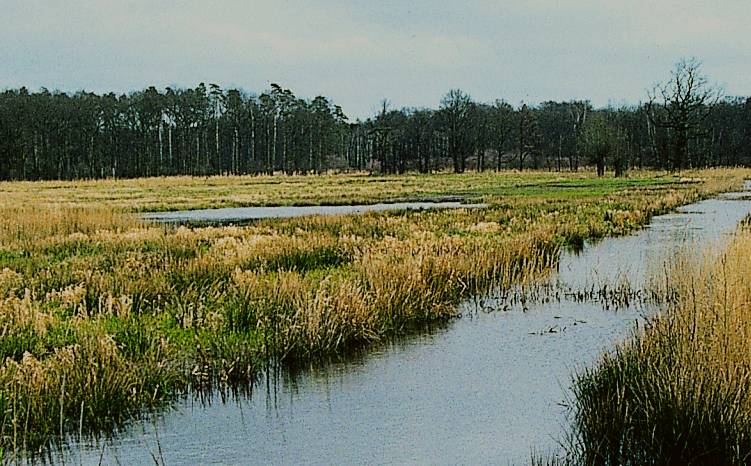
Togerwiesen bei Garlitz

### Natur
- Naturschutzgebiete Rögnitzwiesen bei Neu Lübtheen und Togerwiesen bei Garlitz
- Lübtheener Schilf-Erlebnispfad
- Lübtheener Heckenlandschaft

## Wirtschaft und Infrastruktur

### Wirtschaft

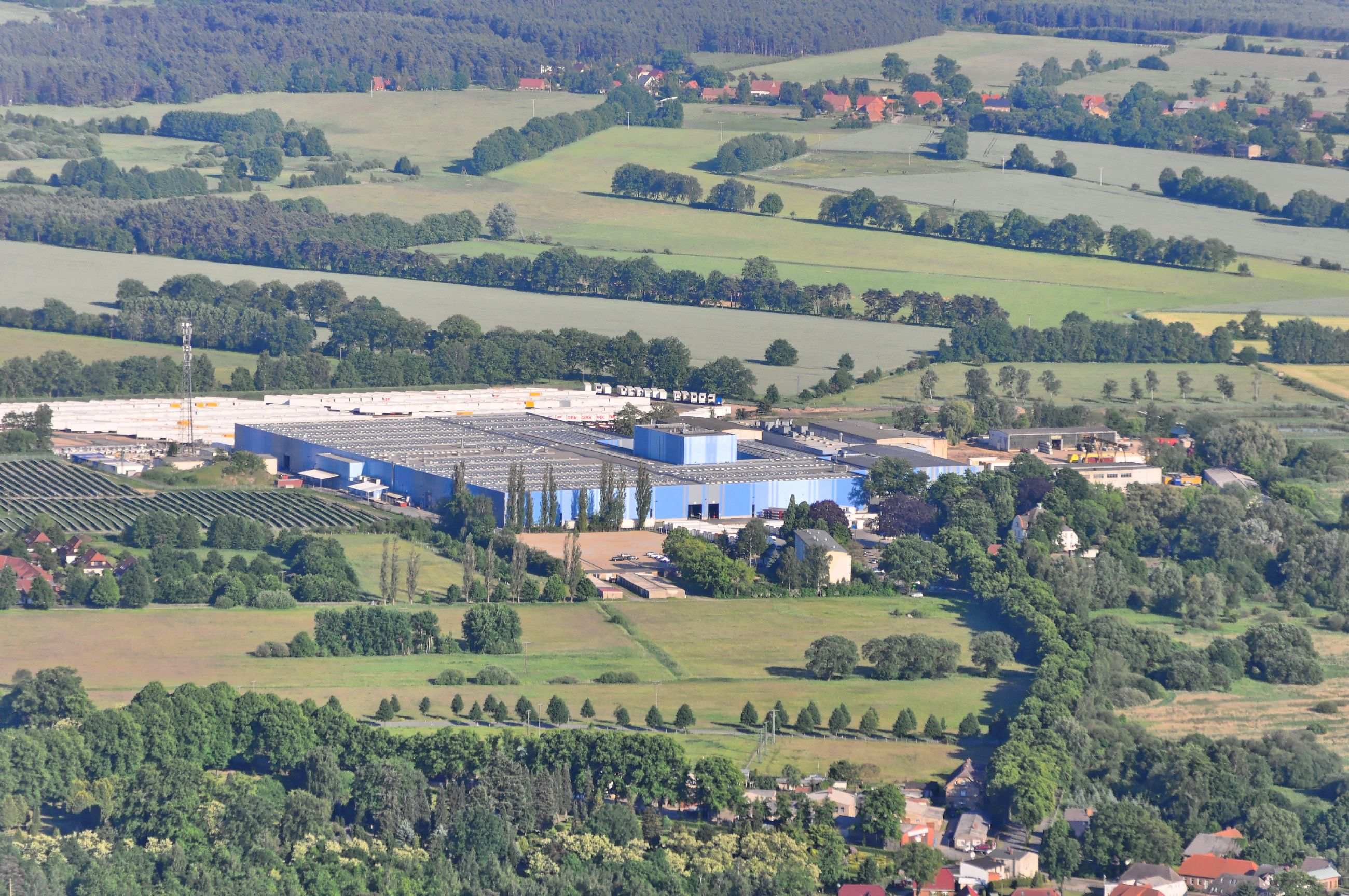
Brüggen Fahrzeugwerk & Service GmbH (2013)

Die wirtschaftliche Situation der Stadt ist durch kleine und mittelgroße Betriebe sowie durch die Landwirtschaft gekennzeichnet. Auf dem Gelände des ehemaligen Kalibergwerks entstand nach 1950 der VEB Fahrzeugwerk Lübtheen. Hier wurden Anhänger für Traktoren und LKW hergestellt. Nach der Privatisierung und der 2003 erfolgten Firmenneugründung ist die Brüggen Fahrzeugwerk & Service GmbH der größte Arbeitgeber der Stadt.
Nördlich der Stadt befindet sich das Gewerbegebiet „Der Heidkamp“.

### Verkehr
Lübtheen liegt an der Landesstraße 06 zwischen Pritzier und Vielank. Die Bundesstraße B 5 Berlin–Hamburg verläuft etwa 9 km nördlich. Die nächstgelegene Autobahnanschlussstelle ist Wittenburg an der A 24 (Berlin–Hamburg) in etwa 24 km Entfernung.
Der nächstgelegene Bahnhof ist Pritzier an der Bahnstrecke Hamburg–Schwerin. Er wird von der Regionalexpresslinie RE1 Hamburg–Schwerin–Rostock bedient. Die ehemalige Bahnstrecke Malliß–Lübtheen, 1889 eröffnet, wurde 1945 als Reparationsleistung an die Sowjetunion abgebaut.

### Bildung
In Lübtheen befindet sich eine Regionale Schule mit Grundschule:
- Lindenschule Lübtheen, Rudolf-Breitscheid-Straße 30

### Sport
Das Waldbad Probst Jesar befindet sich am Ostufer des Probst Jesar Sees. Angeschlossen ist ein Verleih von Ruder- und Tretbooten.
Die Ringer vom RV Lübtheen kämpfen in der Saison 2022/23 in der Staffel Nord der 2. Ringer-Bundesliga. In der Mehrzweckhalle Lübtheen findet seit über 40 Jahren das Frühjahrsturnier für Nachwuchsringer statt.
Der Fußballverein Lübtheener SV Concordia spielt in der Saison 2023/24 in der Kreisliga Westmecklenburg West.

## Persönlichkeiten

### Ehrenbürger
- 2005: Friedrich Mielke (1887–1960), Bauingenieur[74]

### Söhne und Töchter der Stadt
- Moritz Christian von Paepcke (1776–1857), Gutsbesitzer, geboren in Quassel
- Friedrich Flügge (1817–1898), großherzoglicher Oberpostamtsdirektor
- Ludwig Karl Flügge (1819–1906), Jurist
- Friedrich Chrysander (1826–1901), Musikwissenschaftler
- Karl Ernst (1857–1917), Philologe, Lehrer und Mitgründer des Philologenvereins
- Ida Heincke, geb. Dreckmann (1860–1936), (Niederdeutsche) Schriftstellerin[75]
- Hans Neumann (1884–1930), Arbeiter und Politiker (DDP)
- Karl Puls (1898–1962), Autor heimatbezogener bzw. niederdeutscher Texte, geboren in Lank
- Hans Oldag (1901–1978), deutsch-amerikanischer Langstreckenläufer
- Eckhard Bibow (1930–2022), DDR-Diplomat, geboren in Quassel
- André Backhaus (* 1970), deutscher Ringer

### Mit Lübtheen verbundene Persönlichkeiten
- Adam Christian Mengebier (1777–1854), Obersteiger im Gipstagebau Lübtheen
- Carl Heinrich Wünsch (1779–1855), Architekt der Stadtkirche in Lübtheen
- Hans Sivkovich (1881–1968), Oberlehrer am Lehrerseminar Lübtheen
- Adolf Kegebein (1894–1987), Architekt der katholischen Kirche in Lübtheen
- Udo Pastörs (* 1952), Politiker (NPD), lebt in Lübtheen
- Andreas Theißen (* 1972), Politiker (NPD), Stadtvertreter in Lübtheen